# Карз
Карз (пушту کرز‎, вариант латинизации англ. Karz) — деревня на юге Афганистана. Входит в состав провинции Кандагар. Расположена в окрестностях города Кандагар.
Деревня является родиной бывшего президента Афганистана Хамида Карзая. Там похоронен его отец. 29 июля 2014 года в Карзе террористом-смертником был убит его двоюродный брат Хашмат Карзай.